# Thomas Perez
Thomas Perez (ur. 7 października 1961 w Buffalo) – amerykański polityk.
18 marca 2013 prezydent Barack Obama mianował go na nowego sekretarza pracy Stanów Zjednoczonych po rezygnacji Hildy Solis. Jego nominacja była krytykowana przez kongresmenów.
18 lipca 2013 Senat Stanów Zjednoczonych po wielu negocjacjach przegłosował jego nominację i 23 lipca 2013 został zaprzysiężony na sekretarza pracy Stanów Zjednoczonych. Od 2017 do 2021 roku pełnił funkcję lidera Demokratycznego Komitetu Narodowego.